# Salas de Rafael

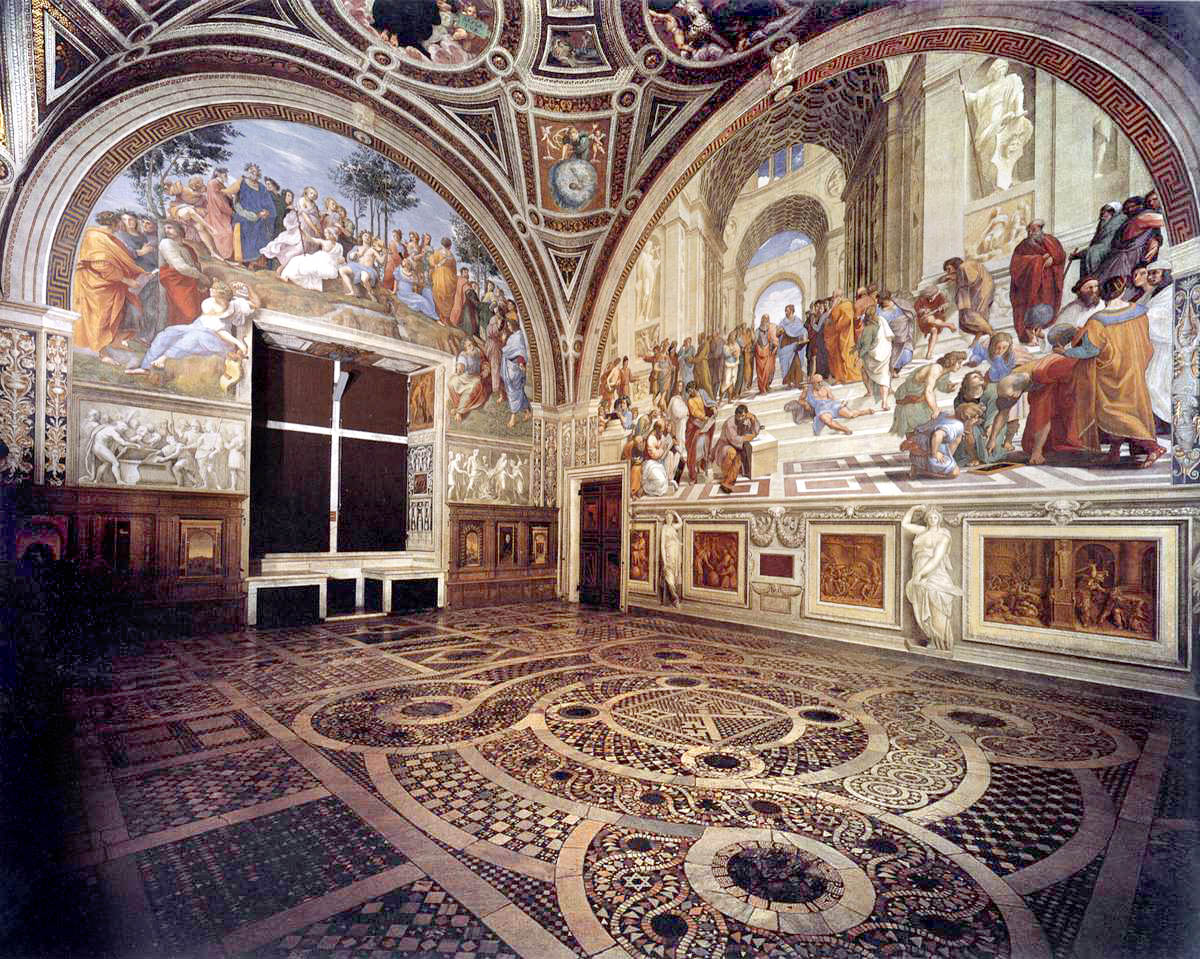
Rafael Stanza della Segnatura

As quatro Salas de Rafael (em italiano: Stanze di Raffaello) formam um conjunto de salas de recepção no Palácio Apostólico, agora parte dos Museus do Vaticano, na Cidade do Vaticano. Elas são famosas por seus afrescos, pintados por Rafael e sua oficina. Juntamente com os afrescos do Teto da Capela Sistina de Michelangelo, eles são as principais sequências de afrescos que marcam o Alto Renascimento em Roma.
Rafael, então um jovem artista em ascensão, já era conhecido por sua habilidade e refinamento estilístico. Ao receber essa tarefa monumental, ele se tornou o principal pintor da Corte Papal, trabalhando lado a lado com outros mestres renascentistas, como Michelangelo e Leonardo da Vinci, que também estavam atuando em Roma naquela época.
As ¨Salas de Rafael¨, ou aposentos (stanzas), como ficaram conhecidas, são denominadas: Stanza della Segnatura, Stanza di Eliodoro, Stanza dell’Incendio di Borgo e Sala di Constantino. Elas foram originalmente concebidos como uma suíte de apartamentos para o Papa Júlio II. Ele encomendou a Rafael, então um artista relativamente jovem de Urbino, e seu ateliê em 1508 ou 1509 para redecorar os interiores existentes das salas inteiramente. Possivelmente a intenção de Júlio era ofuscar os apartamentos de seu antecessor (e rival) Papa Alexandre VI, já que os Stanze estão diretamente acima do Apartamentos Bórgia de Alexandre. Eles estão no segundo andar, com vista para o lado sul do Pátio Belvedere.
Após a morte do Papa Júlio II, em 1513, com duas salas com afrescos, o Papa Leão X continuou o programa. Após a morte de Rafael em 1520, seus assistentes Gianfrancesco Penni, Giulio Romano e Raffaellino del Colle terminaram o projeto com os afrescos na Stanza di Costanti.
Esses espaços foram concebidos não apenas como exibições de habilidade artística, mas como representações visuais do poder e da autoridade da Igreja Católica. Cada uma das quatro salas possui um programa iconográfico distinto, refletindo questões teológicas, filosóficas e políticas centrais para a Igreja no início do século XVI. Rafael, com seu domínio da perspectiva, composição e representação idealizada da figura humana, criou uma síntese poderosa de arte clássica e cristã, estabelecendo um novo paradigma na pintura mural.
Correndo de leste a oeste, como um visitante teria entrado no apartamento, mas não seguindo a sequência em que os afrescos foram criados, as salas são a Sala di Constantino ("Sala de Constantino"), a Stanza di Eliodoro ("Sala de Heliodoro"), a Stanza della Segnatura ("Sala da Assinatura") e a Stanza dell'Incendio di Borgo ("A Sala do Fogo no Borgo").
Essas obras de Rafael são consideradas "uma joia do patrimônio artístico e cultural [...] e não são apenas uma coleção de pinturas extraordinárias, mas também um testemunho da rica história do Vaticano e da Igreja Católica".
A decoração das Stanze não só elevou Rafael ao status de um dos maiores artistas da história da arte ocidental, como também simbolizou a grandiosidade do papado em um momento de grandes transformações na Europa. Cada sala se destaca por suas qualidades únicas, mas juntas, elas formam uma obra monumental que celebra o triunfo do cristianismo, o humanismo renascentista e a afirmação política do papado em Roma.

## Esquema
O esquema das obras é o seguinte:
| Sala da Assinatura               | Sala de Heliodoro                 | Sala do Fogo no Borgo      | Sala de Constantino       |
| -------------------------------- | --------------------------------- | -------------------------- | ------------------------- |
| Visão Geral (I)                  |                                   |                            |                           |
|                                  |                                   |                            |                           |
| Visão Geral (II)                 |                                   |                            |                           |
|                                  |                                   |                            |                           |
| Parede leste                     |                                   |                            |                           |
|                                  |                                   |                            |                           |
| Escola de Atenas                 | A expulsão de Heliodoro do Templo | Batalha de Ostia           | A Visão da Cruz           |
| Parede sul                       |                                   |                            |                           |
|                                  |                                   |                            |                           |
| Cardeais e virtudes teologais    | A Missa em Bolsena                | O fogo no Borgo            | A Batalha da Ponte Mílvia |
| Parede oeste                     |                                   |                            |                           |
|                                  |                                   |                            |                           |
| Disputa do Santíssimo Sacramento | O Encontro de Leão Magno e Átila  | A Coroação de Carlos Magno | O Batismo de Constantino  |
| Parede norte                     |                                   |                            |                           |
|                                  |                                   |                            |                           |
| O Parnaso                        | Livramento de São Pedro           | O Juramento de Leão III    | A Doação de Constantino   |
| Teto                             |                                   |                            |                           |
|                                  |                                   |                            |                           |

## Sala de Constantino
A maior das salas é a Sala de Constantino. Suas pinturas só foram iniciadas quando o Papa Júlio II e, na verdade, o próprio Rafael, morreram. A sala é dedicada à vitória do cristianismo sobre o paganismo. Seus afrescos representam essa luta da vida do imperador romano Constantino I, e são obra de Giulio Romano, Gianfrancesco Penni e Raffaellino del Colle. Por não serem do próprio mestre, os afrescos são menos famosos do que as obras nas salas vizinhas. Continuando uma longa tradição de bajulação, os assistentes de Rafael deram as características do atual pontífice, Papa Clemente VII, ao Papa Silvestre I nas pinturas.
O salão, que foi projetado para ser usado para recepções e cerimônias oficiais, foi decorado pela escola de Rafael com base em desenhos do artista, que morreu prematuramente antes da conclusão da obra (1520). Leva o nome de Constantino (306-337 d.C.), o primeiro imperador cristão a reconhecer oficialmente a fé cristã, concedendo liberdade de culto. Nas paredes estão pintados quatro episódios de sua vida que testemunham a derrota do paganismo e o triunfo da religião cristã: a Visão da Cruz, a Batalha da Ponte Mílvia, o Batismo de Constantino e a Doação de Constantino.

### A Visão da Cruz

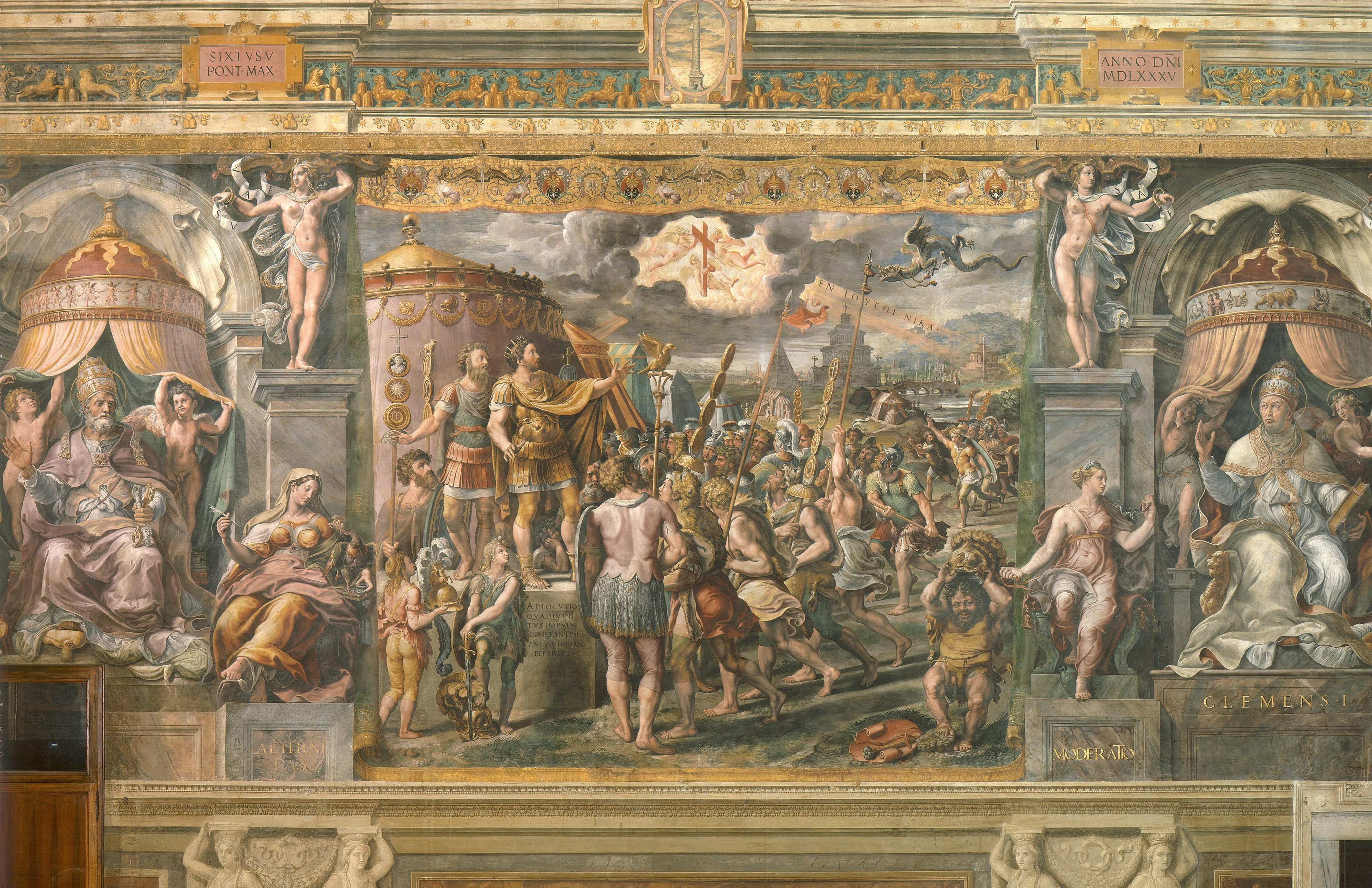
Rafael - A Visão da Cruz, 1520–1524

O afresco de "A Visão da Cruz" retrata a lendária história de uma grande cruz aparecendo para Constantino enquanto ele marchava para enfrentar seu rival Maxêncio. A visão no céu é pintada com as palavras em grego "Εν τούτω νίκα", que é mais conhecida pela expressão em latim In hoc signo vinces (com este sinal vencerás) escritas ao lado.

### A Batalha da Ponte Mílvia

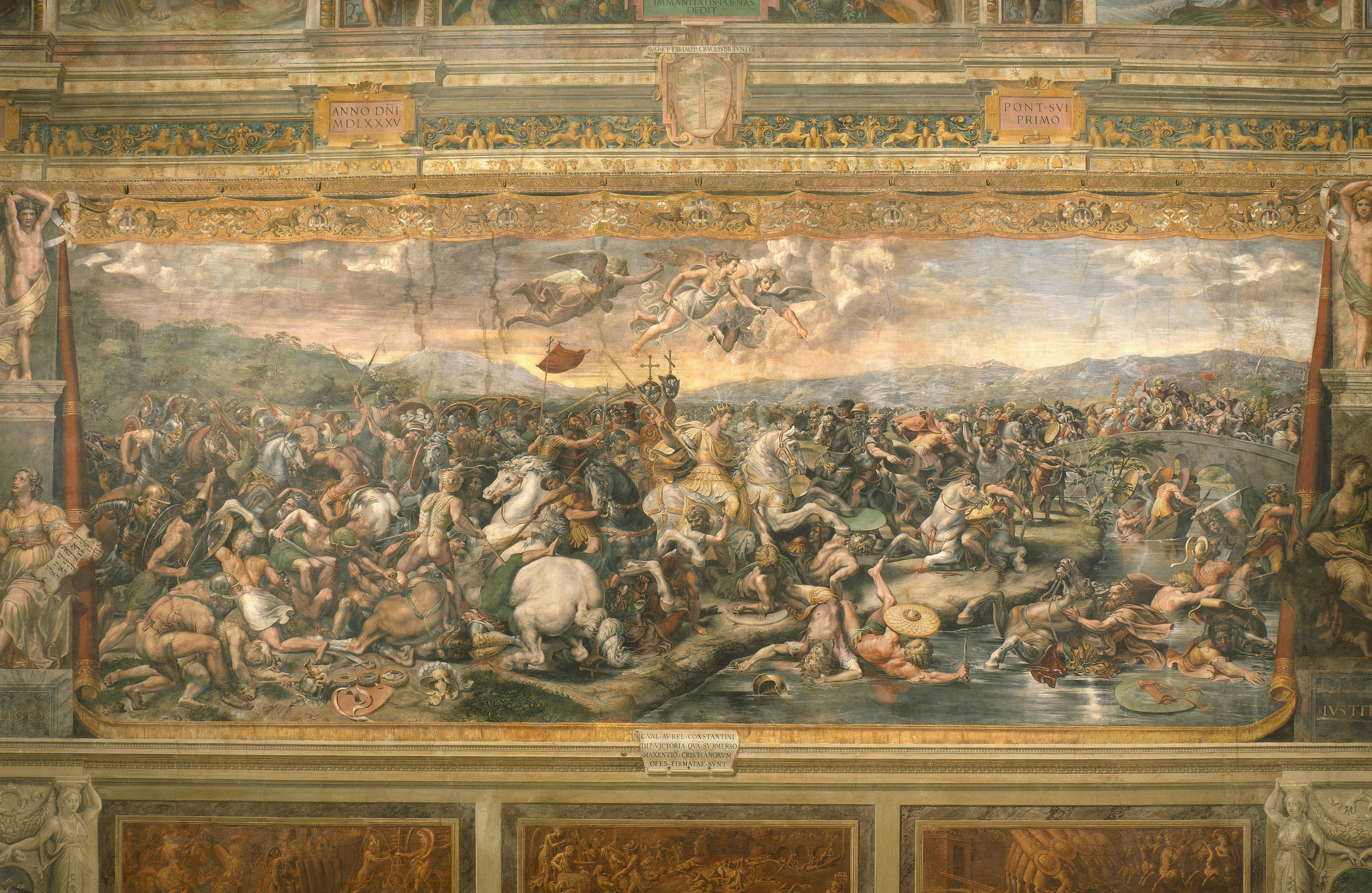
A Batalha da Ponte Mílvia, 1520-1524

A Batalha da Ponte Mílvia mostra a batalha que ocorreu em 28 de outubro de 312, seguindo a visão de Constantino I.

### O Batismo de Constantino

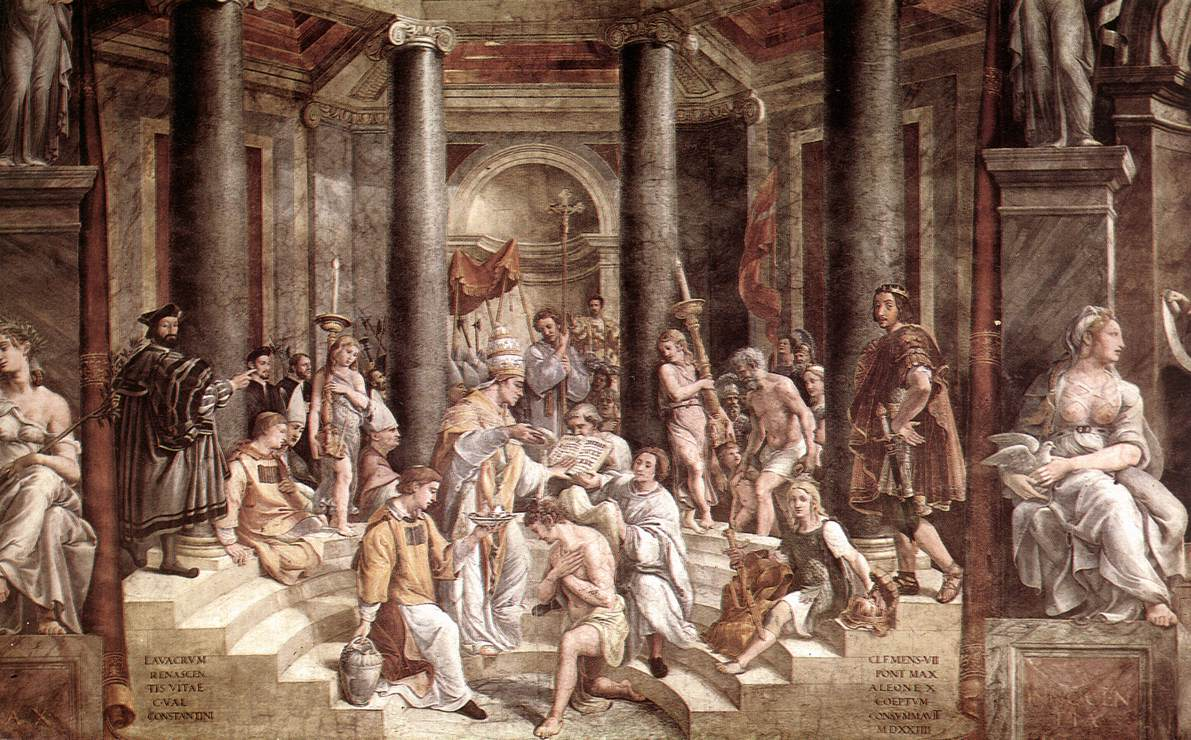
O Batismo de Constantino, 1517–1524

A terceira pintura da sequência, O Batismo de Constantino, foi provavelmente pintada por Gianfrancesco Penni, e mostra o imperador sendo batizado pelo Papa Silvestre I no Batistério de Latrão em Roma. Isso segue o relato do batismo de Constantino dado nos Atos de Silvestre e no Liber Pontificalis, em vez da versão alternativa no leito de morte contada em Eusébio de Cesareia. Em O Batismo de Constantino, o Papa Silvestre I tem as características físicas do Papa Clemente VII (1523-1534), que ordenou a conclusão das Salas de Rafael.

### A Doação de Constantino

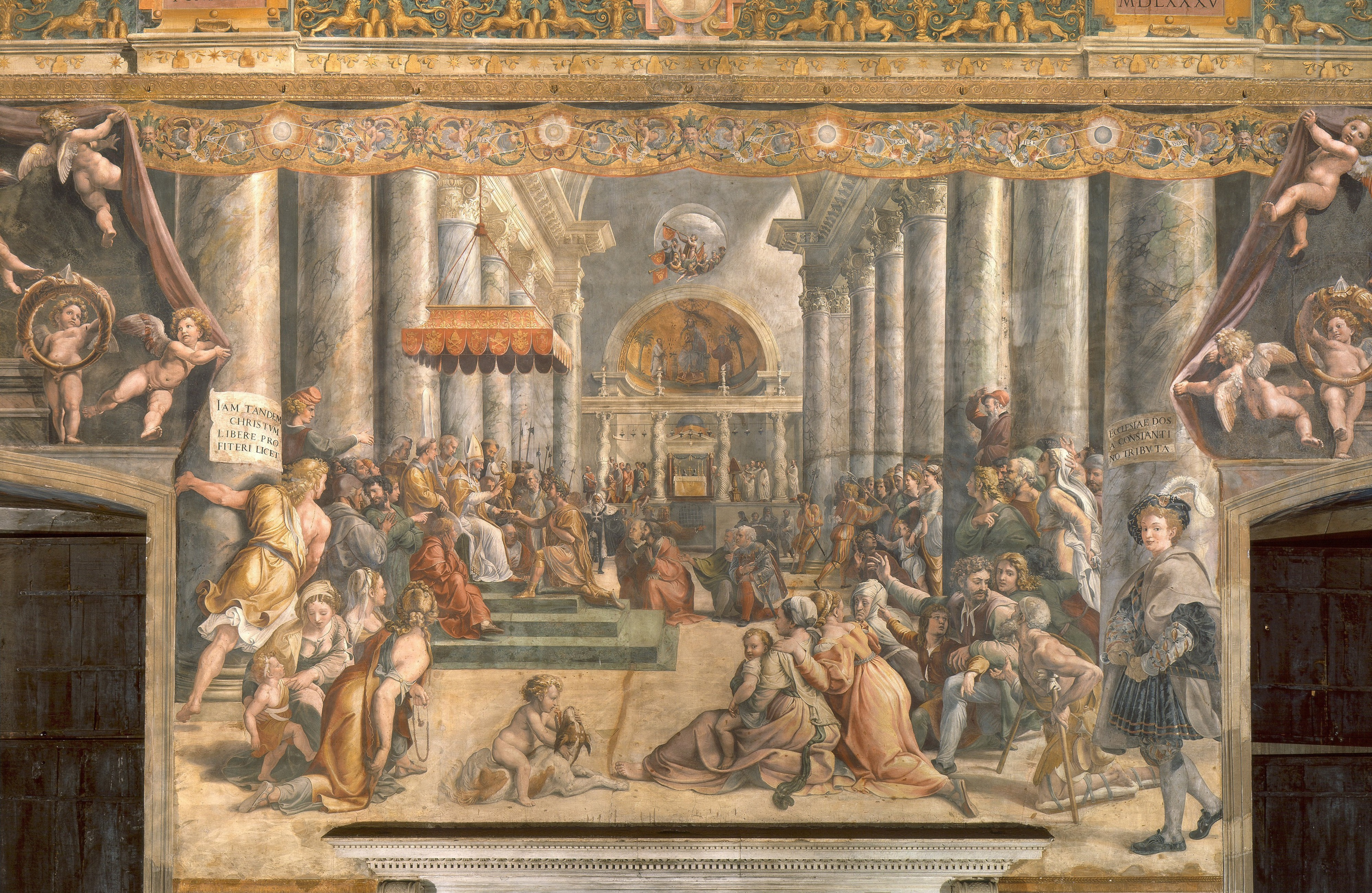
A Doação de Constantino, 1520–1524

A pintura final da sequência, A Doação de Constantino, registra um evento que supostamente ocorreu logo após o batismo de Constantino, e foi inspirado nos famosos documentos forjados, concedendo ao papado soberania sobre os domínios territoriais de Roma.

## Sala de Heliodoro
A próxima sala, indo de leste a oeste, é a Sala de Heliodoro (em italiano Stanza di Eliodoro). Pintado entre 1511 e 1514, leva o nome de uma das pinturas. O tema desta câmara privada – provavelmente uma sala de audiências – foi a proteção celestial concedida por Cristo à Igreja. As quatro pinturas são: A Expulsão de Heliodoro do Templo, A Missa em Bolsena, O Encontro do Papa Leão Magno e Átila e A Libertação de São Pedro da Prisão. Nos dois primeiros desses afrescos, Rafael inclui lisonjeiramente seu patrono, o Papa Júlio II, como participante ou observador; a terceira, pintada após a morte de Júlio, inclui um retrato de seu sucessor, Papa Leão X.
O estilo de Rafael mudou aqui a partir da Sala da Assinatura (Stanza della Segnatura). Em vez das imagens estáticas da biblioteca do Papa, ele tinha narrativas dramáticas para retratar e a sua abordagem consistia em maximizar os efeitos expressivos dos frescos. Ele representou menos figuras maiores, para que suas ações e emoções tivessem um impacto mais direto sobre os espectadores, e usou efeitos de iluminação teatral para destacar certas figuras e aumentar a tensão.

### A Expulsão de Heliodoro do Templo

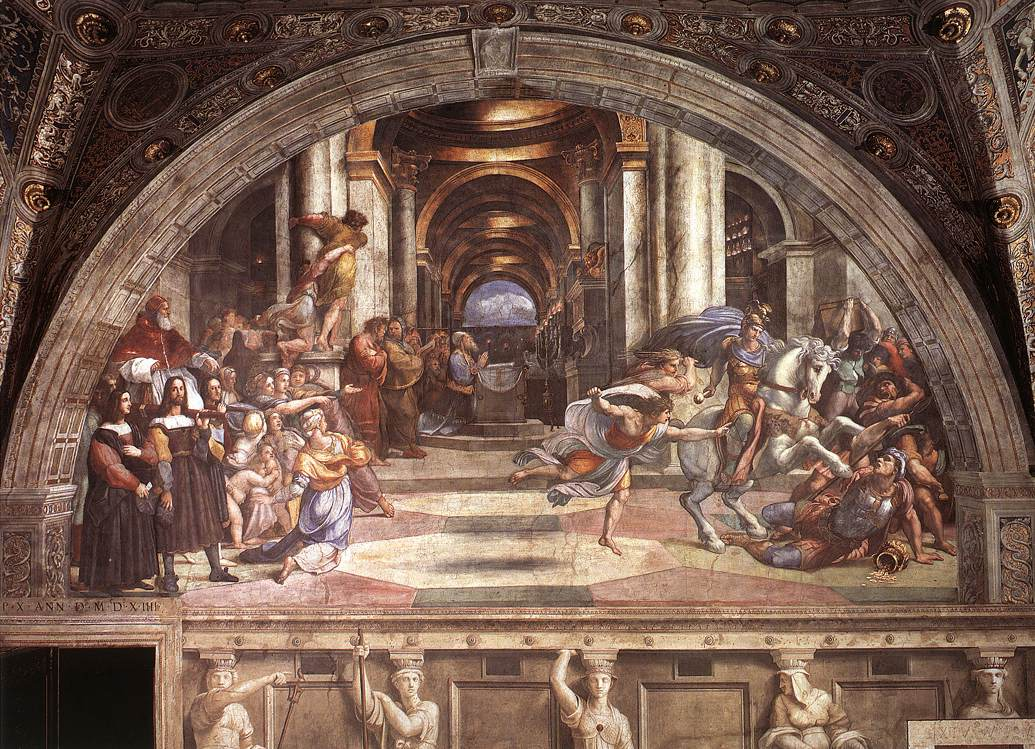
RafaelRaphael, A Expulsão de Heliodoro do Templo 1511–1513

Em A Expulsão de Heliodoro do Templo, Rafael ilustrou o episódio bíblico de II Macabeus sobre Heliodoro, que foi enviado para apreender o tesouro preservado no Templo em Jerusalém, mas foi interrompido quando a oração do sacerdote do templo foi respondida po= anjos que açoitaram o intruso e um cavaleiro angélico que o expulsou do templo.

### A Missa em Bolsena

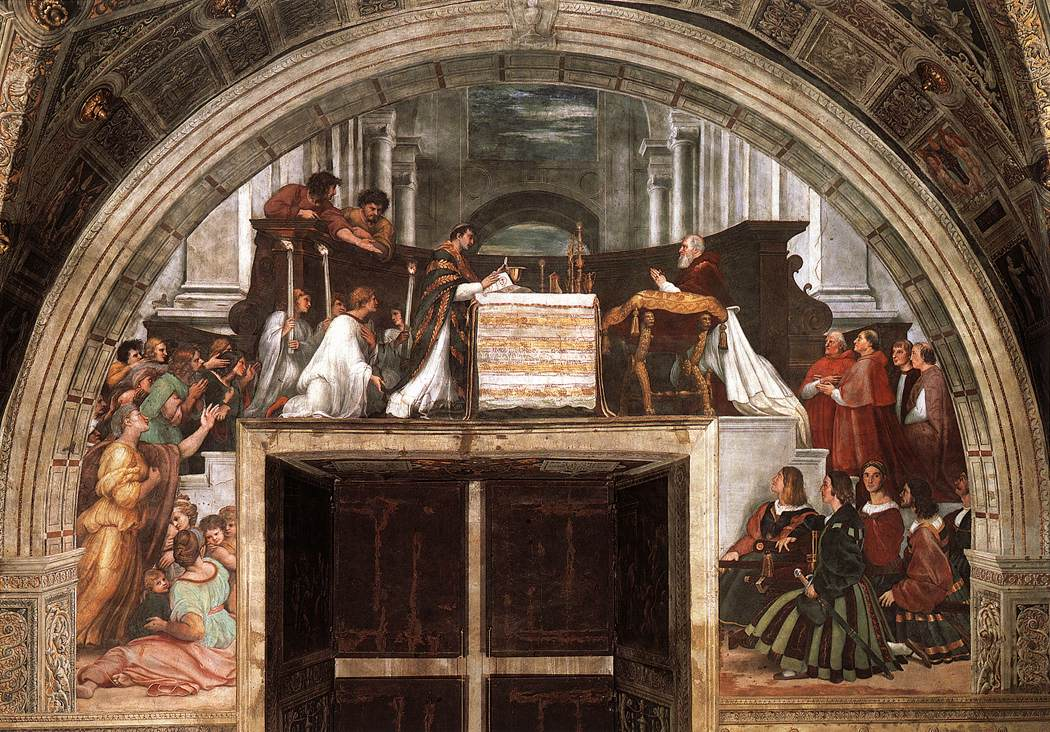
Rafael, A Missa em Bolsena, 1512

A Missa em Bolsena retrata a história de um padre boêmio que em 1263 deixou de duvidar da doutrina da Transubstanciação quando viu o pão começar a sangrar durante sua consagração na Missa. O pano manchado de sangue foi mantido como relíquia na cidade vizinha de Orvieto; o Papa Júlio II visitou Orvieto e rezou pela relíquia em 1506.
O Papa é retratado como participante da Missa e testemunha do milagre; ele se ajoelha à direita do altar, com membros da Cúria Romana atrás dele. Rafael distingue as testemunhas “reais” do século XIII daquelas que são contemporâneas do papa pelo seu grau de envolvimento no evento; os últimos concentram-se calmamente em Júlio ajoelhado em suas devoções, em vez de responder ao milagre.

### O Encontro entre Leão Magno e Átila

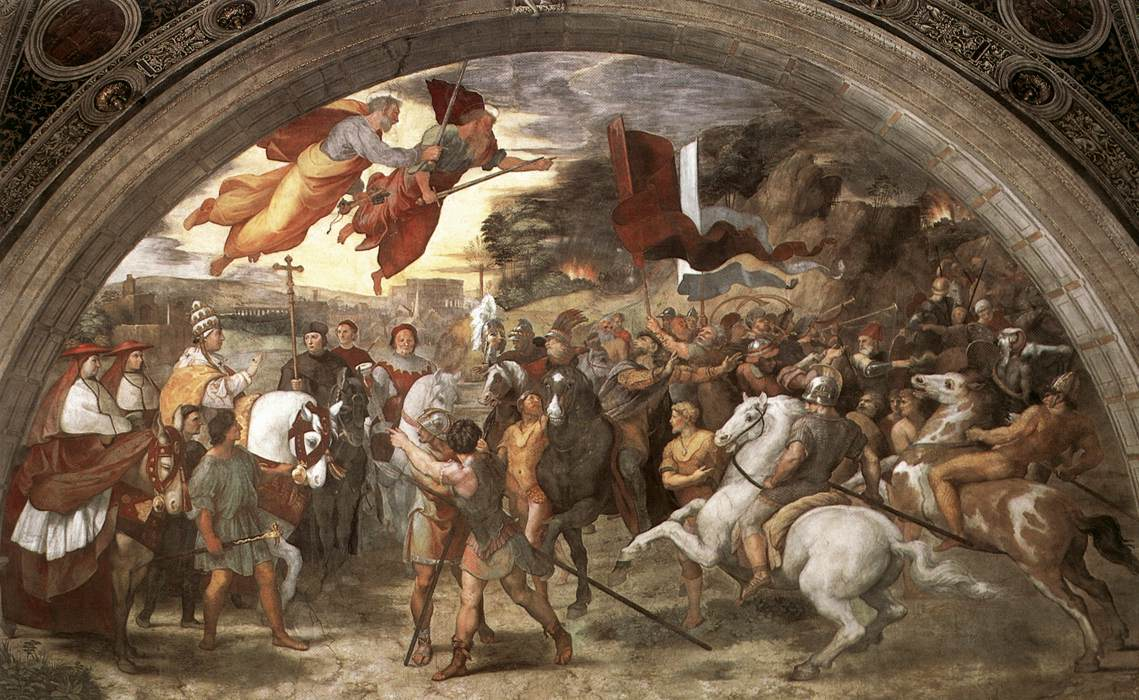
Rafael O Encontro de Leão Magno e Átila, 1514

O Encontro de Leão Magno e Átila retrata a célebre negociação entre o Papa Leão I e Átila, o Huno, e inclui as imagens lendárias de São Pedro e São Paulo no céu portando espadas. Um desenho totalmente desenvolvido por Rafael indica que ele planejava colocar o papa – retratado com as feições do Papa Júlio II – ao fundo; quando o Papa Leão X se tornou papa – e por acaso escolheu o nome Leão – ele deve ter encorajado o artista a trazer o papa para frente e para o centro e usar seu próprio retrato.

### Livramento de São Pedro

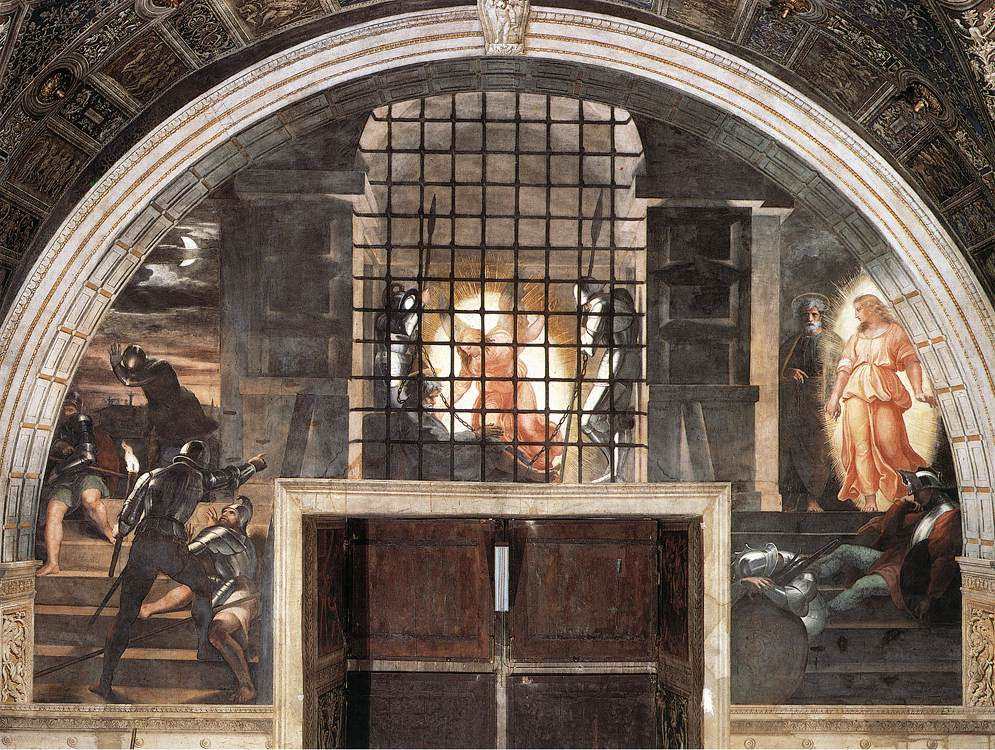
Rafael, Livramento de São Pedro, 1514

Livramento de São Pedro, ou A Libertação de São Pedro mostra, em três episódios, como São Pedro foi liberado da prisão por um anjo, conforme descrito em Atos dos Apóstolos.
Simboliza o poder do Vigário de Cristo para escapar das restrições humanas. A igreja titular de Júlio II como cardeal, antes de ser elevado ao papado, era S. Pietro in Vincoli (São Pedro acorrentado), de modo que a pintura é ao mesmo tempo uma referência geral ao papado e uma referência específica a Júlio. O afresco é um estudo de luz: luz natural da lua, tochas artificiais e luz angelical fornecida por Deus. É este último, claro, que ofusca os outros.

## Sala da Assinatura
A Sala da Assinatura (em italiano, Stanza della segnatura) foi a primeira a ser decorada com afrescos de Rafael. Era o escritório que abrigava a biblioteca do Papa Júlio II, onde originalmente estava localizado o Supremo Tribunal da Assinatura Apostólica. A concepção do artista harmoniza os espíritos da Antiguidade e do Cristianismo e reflete o conteúdo da biblioteca do papa com temas de teologia, filosofia, jurisprudência e artes poéticas, representados em tondo acima das lunetas das paredes. O tema desta sala é a sabedoria mundana e espiritual e a harmonia que os humanistas da Renascença perceberam entre o ensino cristão e a filosofia grega. O tema da sabedoria é apropriado, pois esta sala era a câmara do conselho para a Assinatura Apostólica, onde a maioria dos documentos papais importantes eram assinados e selados.

### Disputa do Santíssimo Sacramento

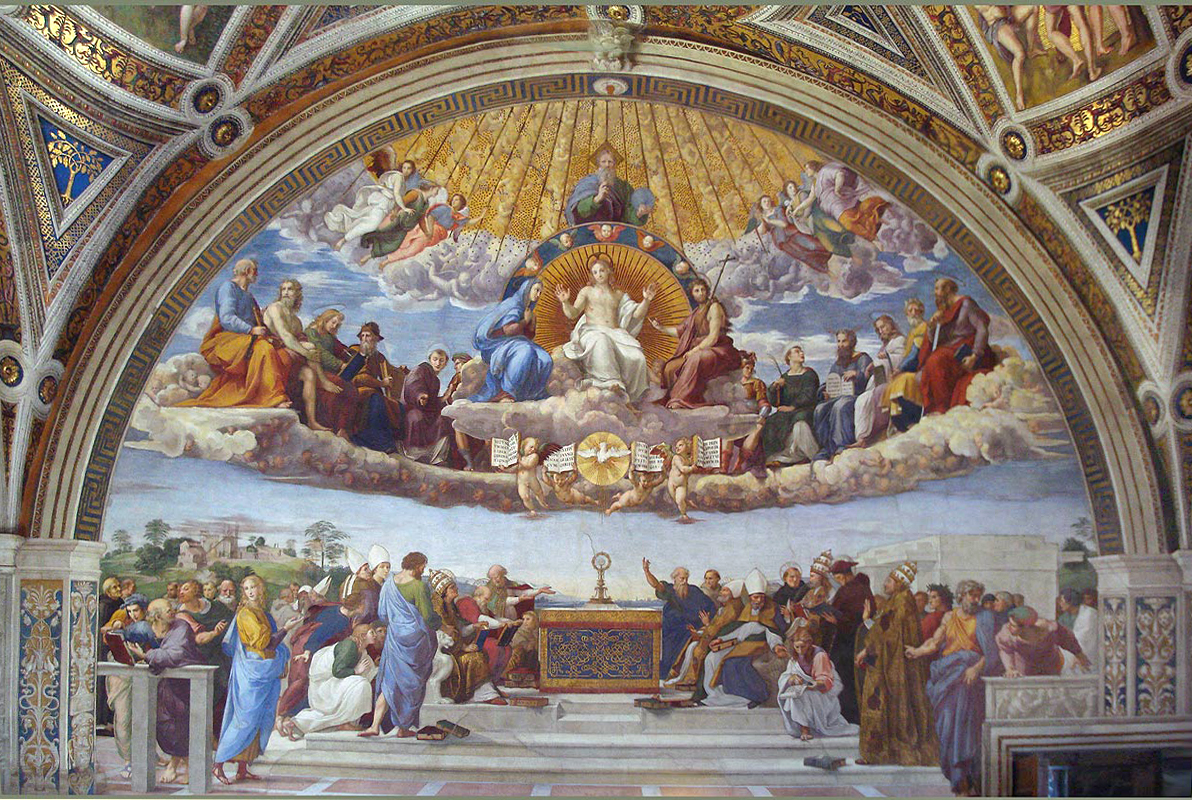
Rafael - Disputa do Santíssimo Sacramento, 1509-1510

A primeira composição que Rafael executou entre 1509 e 1510 foi a “Disputa do Santíssimo Sacramento”, o nome tradicional para o que é realmente uma “Adoração do Sacramento”. Na pintura, Rafael criou uma imagem da Igreja, que é apresentada abrangendo o céu e a terra.

### O Parnaso

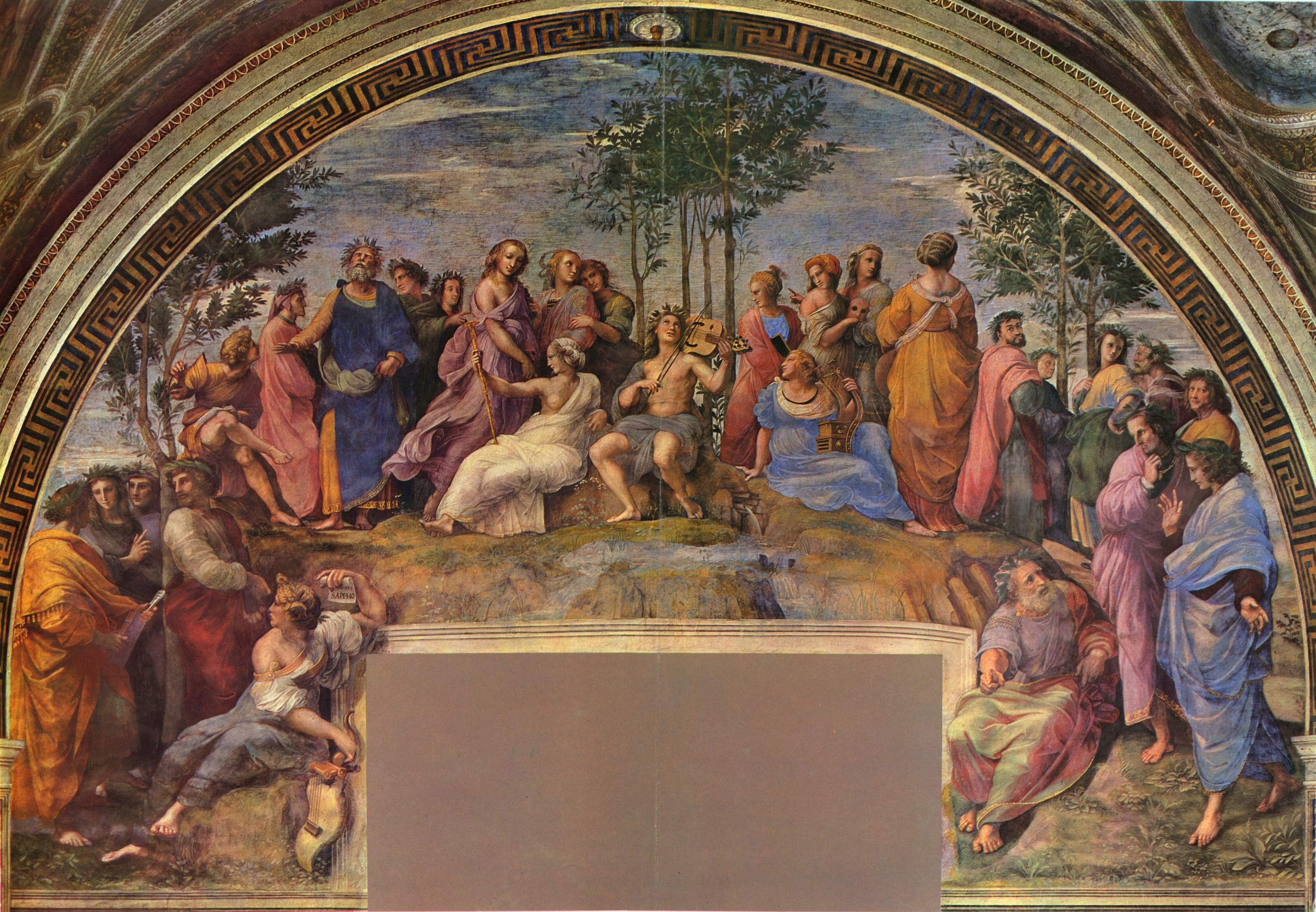
Rafael, O Parnaso, 1509-1511

Rafael completou a segunda composição entre 1509 e 151. Representa o Monte Parnaso, morada do deus Apolo e das Musas e lar da poesia, segundo o mito clássico. No afresco, Apolo e as Musas estão rodeados por poetas da antiguidade e da época de Rafael.

### A Escola de Atenas

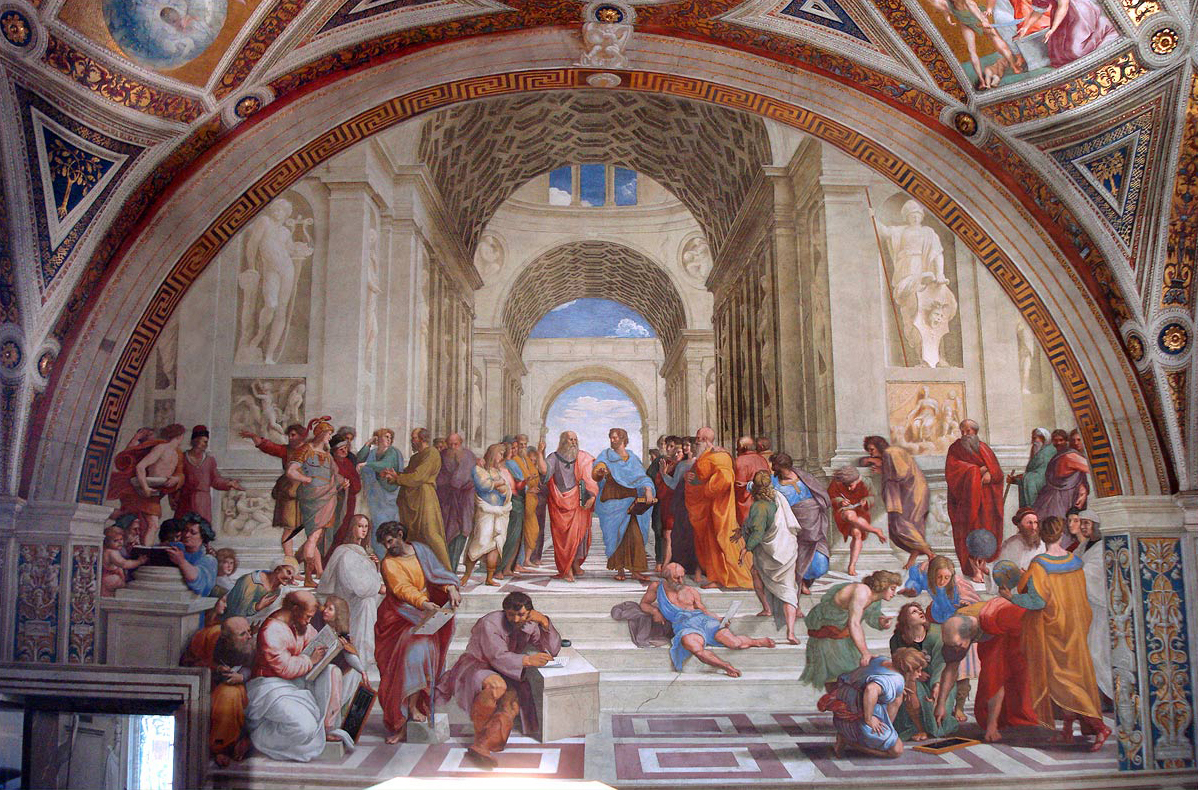
Rafael, Escola de Atenas, 1509-1511

A Escola de Atenas é uma das obras mais célebres de Rafael, e inclui nela um autorretrato do artista.
Entre 1509 e 1511, Rafael também concluiu outra obra na parede oposta à Disputa. Esta terceira pintura, intitulada  A Escola de Atenas , representa os graus de conhecimento ou o verdade adquirida através da razão. A posição do afresco, bem como o caminhar dos filósofos em direção ao Santíssimo Sacramento na parede oposta, sugeriram a interpretação de toda a sala como o movimento da filosofia clássica para a religião verdadeira e do mundo pré-cristão para o cristianismo. Era para residir na seção filosófica da biblioteca do Papa Júlio II.

### Cardeais e Virtudes Teologais

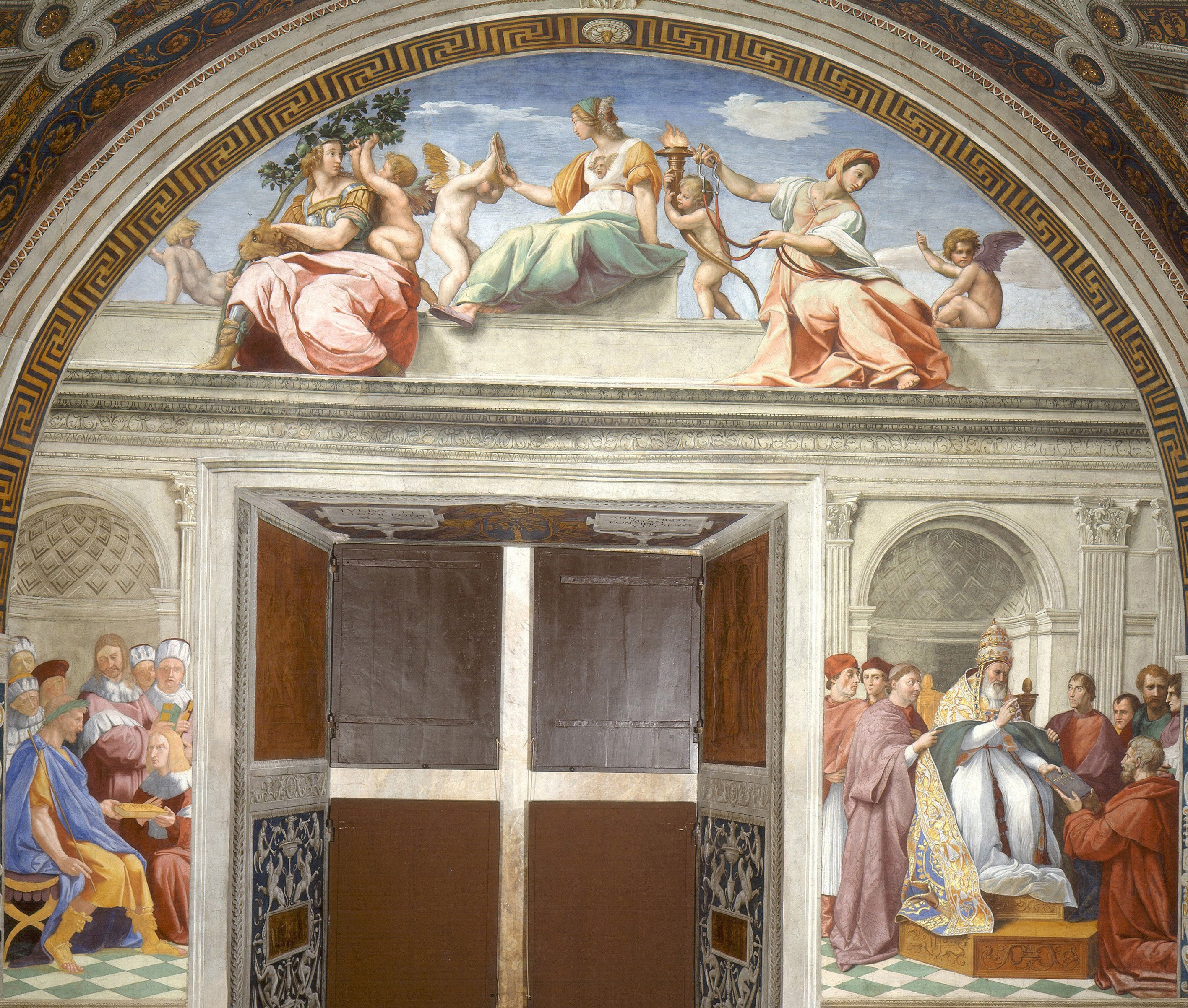
Rafael, Cardeais e Virtudes Teologais, 1511

As duas cenas da quarta parede, executadas pela oficina, e a luneta acima dela, contendo as Virtudes Cardeais, foram pintadas em 1511. As Virtudes Cardeais apresenta alegoricamente as virtudes da Coragem, Prudência e Temperança ao lado de Caridade, Fé, e Esperança.

## Sala do Fogo no Borgo
A Sala do Fogo no Borgo (em italiano: Stanza dell'incendio del Borgo) foi nomeada em homenagem ao afresco Fogo no Borgo, que retrata o Papa Leão IV fazendo o sinal da cruz para extinguir um incêndio violento no bairro de Borgo, em Roma, perto do Vaticano. Esta sala foi preparada como sala de música para o sucessor de Júlio, Papa Leão X. Os afrescos retratam acontecimentos da vida do Papa Leão III e do Papa Leão IV. As outras pinturas da sala são O Juramento de Leão III, A Coroação de Carlos Magno de Leão III e A Batalha de Ostia. Embora o Fogo no Borgo tenha sido baseado nos desenhos maduros de Rafael, ele foi executado por seus assistentes, que pintaram as outras três pinturas sem sua orientação.

### O Juramento de Leão III

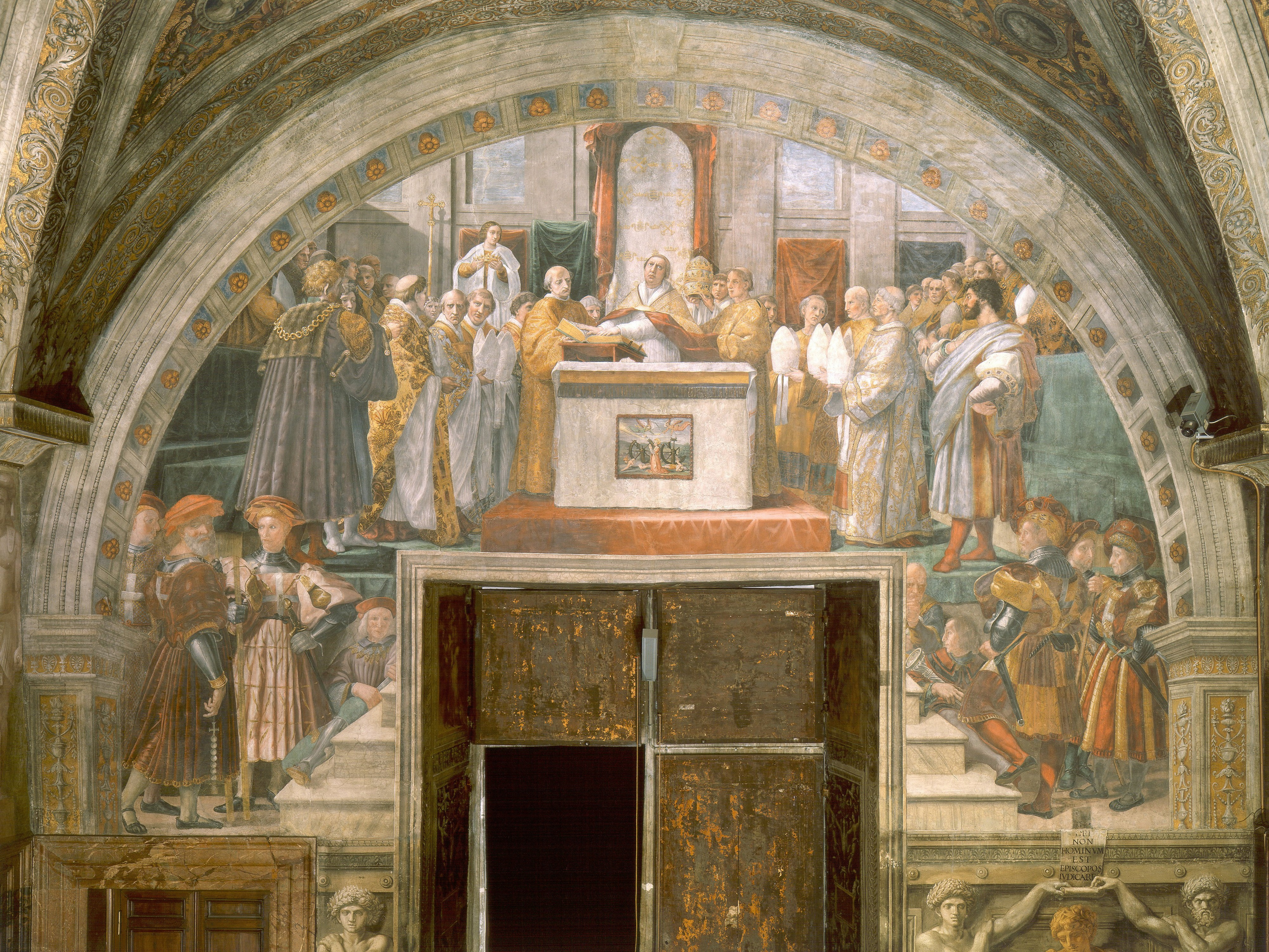
Rafael - O Juramento de Leão III, 1516–1517

Em 23 de dezembro de 800, o Papa Leão III fez um juramento de purgação em relação às acusações feitas contra ele pelos sobrinhos de seu antecessor Papa Adriano I. Este evento é mostrado em O Juramento de Leão III.

### A Coroação de Carlos Magno

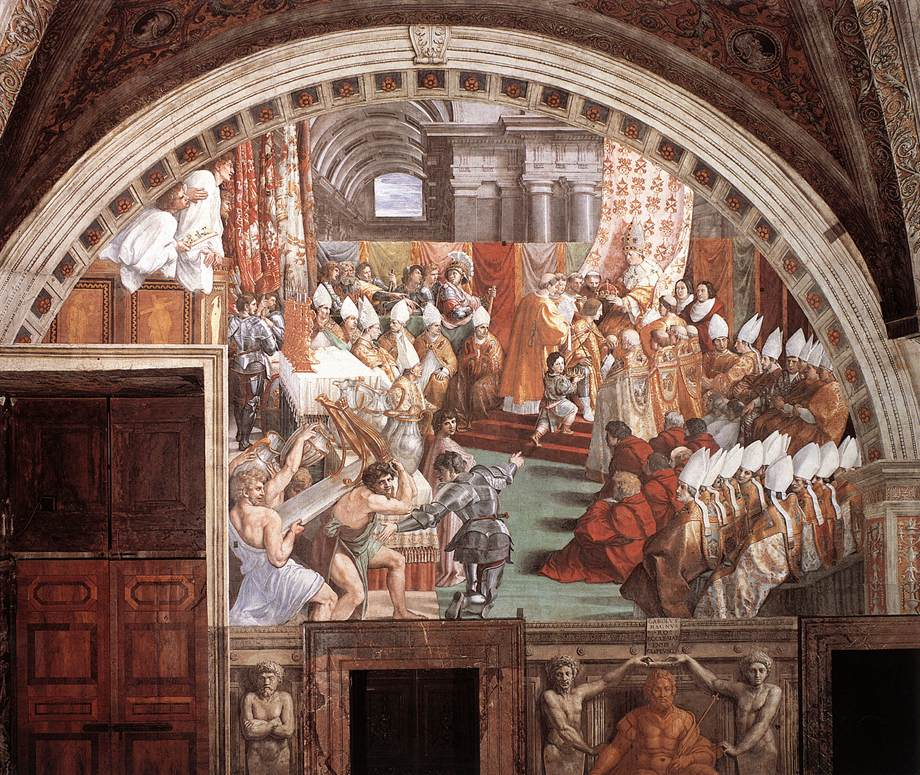
Rafael A Coroação de Carlos Magno, 1516–1517

A Coroação de Carlos Magno mostra como Carlos Magno foi coroado Imperador do Sacro Império Romano-Germânico no dia de Natal de 800.

### O fogo no Borgo

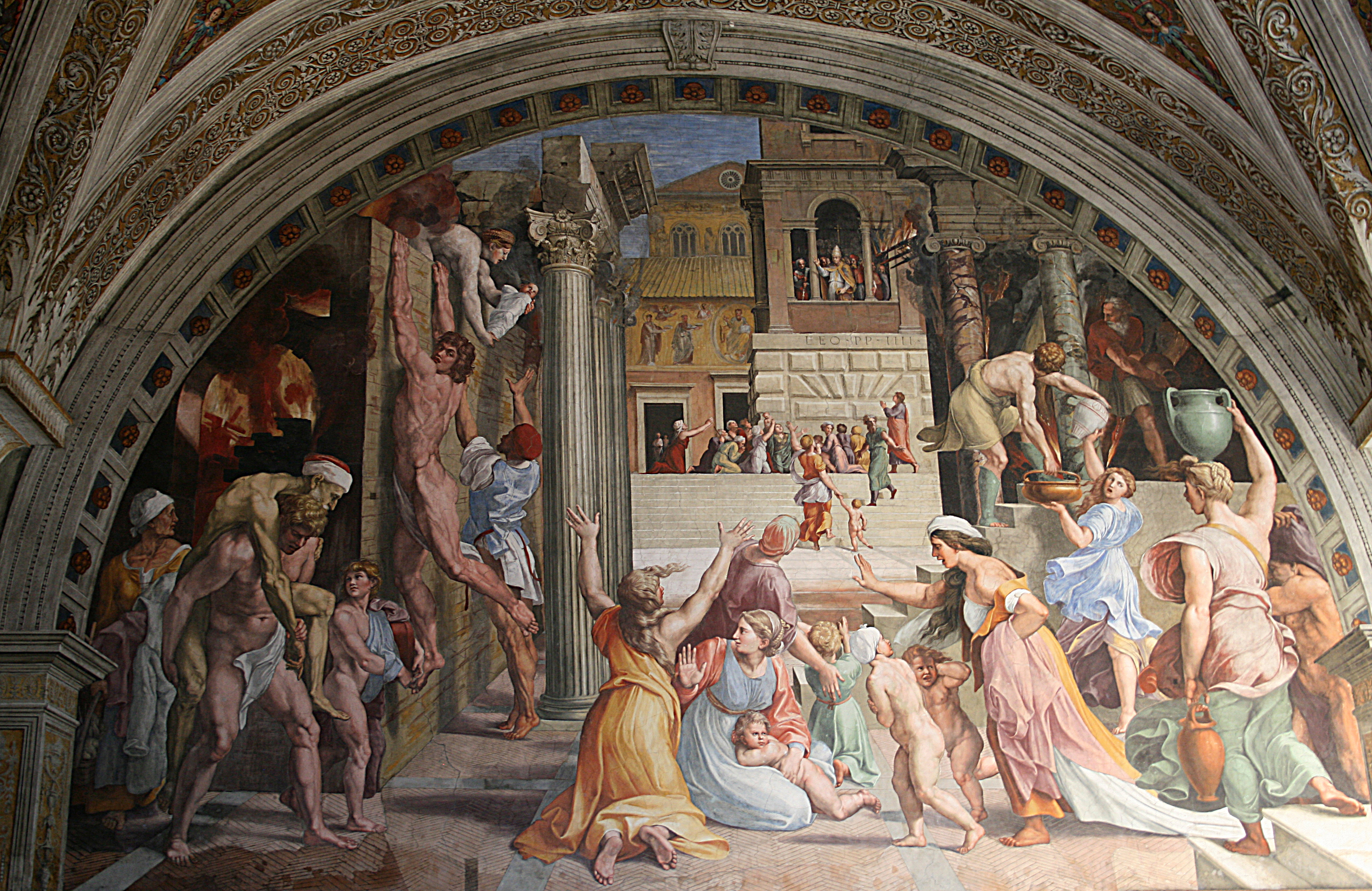
Rafael - O Fogo no Borgo, 1514–1517

O fogo no Borgo mostra um evento que está documentado no Liber Pontificalis: um incêndio que eclodiu no Borgo em  Roma em 847. Segundo a Igreja Católica, o Papa Leão IV conteve o fogo com sua bênção.

### A Batalha de Ostia

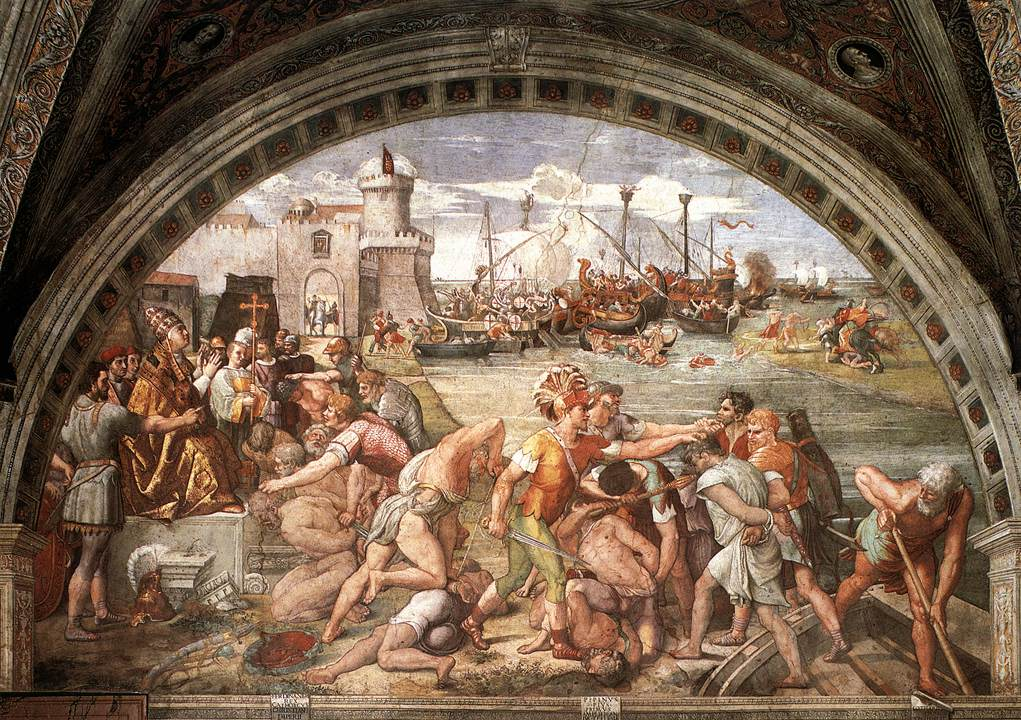
Rafael - A Batalha de Ostia, 1514–1515

A Batalha de Ostia foi inspirada na vitória naval do Papa Leão IV sobre os Sarracenos em Ostia em 849.